# Turkozelotes microb
Espèce
Turkozelotes microb est une espèce d'araignées aranéomorphes de la famille des Gnaphosidae.

## Distribution
Cette espèce se rencontre en Turquie dans la province d'Adana et en Grèce,.

## Description
Le mâle holotype mesure 3,2 mm.
La femelle décrite par Chatzaki en 2018 mesure 3,271 mm.

## Publication originale
- Kovblyuk, Seyyar, Demir & Topçu, 2009 : New taxonomic and faunistic data on the gnaphosid spiders of Turkey (Aranei: Gnaphosidae). Arthropoda Selecta, vol. 18, no 3/4, p. 169-187 (texte intégral).